# Voce del verbo essere
Voce del verbo essere è il primo album in studio del rapper italiano Meddaman, pubblicato nel 2008 dalla Vibrarecords.

## Tracce
1. Intro
2. Il capo
3. Bella raga
4. Falla esplodere
5. Butta
6. Inutile
7. Credo in me stesso
8. Falla bruciare (feat. Babaman)
9. Flessibile
10. Interludio
11. La musica della vita
12. In piedi
13. Qual è il fatto
14. Un lungo inverno
15. Outro